# Сальтеадор
«Сальтеадо́р» (фр. «El Salteador»; в оригіналі також фр. Le Gentilhomme de la Montagne — «Джентльмен гори») — роман французького письменника  Александра Дюма (батька), написаний у 1854 році. У творі описана романтична історія кохання, що розгортається на тлі заплутаних відносин між членами кількох дворянських родин Іспанії.

## Історія
Роман створений у часи вимушеної міграції Александра Дюма до Бельгії, до якої спричинилась його активна громадянська позиція і опозиційне ставлення до тодішньої французької влади. Можливо, з цієї причини письменник звернувся не до традиційної для нього історії французьких королівських династій, а до нового напрямку. Творчим ґрунтом для роману «Сальтеадор» послужила іспанська культура, а літературний матеріал для твору був зібраний ще під час мандрівки Іспанією й Алжиром, яку Дюма здійснив 1831 року. У романі присутні невеликі запозичення з творів інших французьких літераторів, сучасних Дюма: цитати з Шатобріана, а також образ циганки з кізочкою, який нагадує головну героїню Віктора Гюго з роману «Собор Паризької Богоматері».

## Сюжет
Дон Раміро д'Авіла промчав урвистою дорогою Сьєрра-Невади, навіть не помітивши розбійників, що причаїлись в кущах. На постоялому дворі він зробив необхідні приготування для батька й дочки де Гаро, які їдуть слідом, не здогадуючись про ввічливого гінця. Раміро закоханий у прекрасну Флору і сподівається таким чином привернути її прихильність. Однак розбійники захопили старого і дівчину, яких від безчестя і загибелі врятувала тільки поява ватажка на прізвисько Сальтеадор. Злодій виявляє до полонених надзвичайну галантність, відпускає їх без викупу та ще й розповідає історію свого життя: він дворянин, який через холодність батька і надмірну любов матері перетворився на гультяя, скоїв дуель, змушений був утекти в гори, де і живе грабунком. Дон Ініго Веласко де Гаро співчуває лиходію, адже замолоду і йому довелось пережити нещасливе кохання, тому він обіцяє випрохати помилування для розбійника. До Сальтеадора прихилилась навіть донья Флора.
Після від'їзду батька й дочки ватажок змушений рятуватися втечею від солдатів, яких відрядили на полювання за ним. Його рятівницею стає місцева циганка Хінеста, яка потай закохана в розбійника. Вона приводить його в печеру, де Сальтеадор бачить портрет померлого короля Філіпа Вродливого. Поки він силується віднайти зв'язок між дівчиною і монархом, Хінеста залишає його, обіцяючи швидкий порятунок.
Дев'ятнадцятирічний король Іспанії Карлос (Карл V) вперше приїздить в Гранаду. На порозі палацу його зустрічає дон Руїс де Торррільяс, який просить володаря помилувати сина Фернандо, що перетворився на розбійника. Близький друг дона Руїса верховний суддя Андалусії дон Ініго де Гаро також просить про помилування, однак обом їм король відмовляє. Зрештою до нього приводять Хінесту, яка надає королю беззаперечні докази того, що вона є позашлюбною дочкою Філіпа Вродливого, а отже — сестрою Карлоса. На прохання родички король милує Фернандо, однак за це Хінеста повинна піти в монастир. Заради коханого дівчина погоджується.
Дон Ініго з дочкою зупиняються в домі свого друга, причому дружина дона Руїса, Мерседес, віддає дівчині свою спальню. Вночі до цієї кімнати проникає Фернандо, який в такий спосіб зрідка навідував матір. Від красуні Флори він дізнається про своє помилування. Фернандо-Сальтеадор палко закохується в дівчину, однак наступного ранку зустрічає свого давнього друга — Раміро д'Авілу. Через ревнощі між ними виникає суперечка. Дуель намагається зупинити дон Руїс, однак Фернандо вперто не слухає батька, б'є його і ранить Раміро. За своє знечещення дон Руїс просить у короля справедливого покарання для щойно помилуваного сина. Правосуддя XVI сторіччя вимагає за цей злочин смертної кари. Верховний суддя де Гаре відправляє Фернандо до в'язниці, однак разом з дочкою покидає будинок друга, щоб не дивитись в очі матері, сина якої він не зміг виправдати.
Вночі до спальні Мерседес де Торрільяс несподівано проникає король. Він не йме віри, що рідний син міг вдарити батька, а тому вимагає від матері розкрити таємницю. Жінка зізнається, що замолоду кохала дона Ініго, але завагітнівши від нього, не насмілилась втекти з коханим. Від безчестя її врятував дон Руїс, проте справжньої близькості між ним і прийомним сином так і не виникло. Наступного дня король присуджує посаду верховного судді дону Руїсу, а той під тягарем такої відповідальності все ж таки милує пасинка. Оскільки між Фернандо і Флорою існує кревний зв'язок і вони не можуть одружитися, король відкликає з монастиря Хінесту, дарує їй титул герцогині і благословляє на шлюб з Фернандо. За справедливий суд король отримує своєрідну «нагороду» — сповіщення про обрання його імператором Священної Римської імперії.

## Критика
Роман «Сальтеадор» — це класичний приклад твору у жанрі романтизму. Численні та заплутані сюжетні лінії спрощують його фабулу, позбавляють літературної глибини, однак не роблять книгу менш цікавою для читача. В дечому наївним і непослідовним характерам героїв твору автор протиставляє прихований психологізм їхніх дій, а також цікаві історичні ремінесценції, як от історії взаємовідносин Колумба з Фердинандом й Ізабеллою, звільнення Гранади від маврів, смерті Філіпа Вродливого, опис палацу Альгамбра. За властивою письменнику звичкою Дюма також детально описує пейзажі Сьерра-Невади, на тлі яких розгортаються події.